# Özge Özacar
Özge Özacar (Estambul, 22 de abril de 1995) es una actriz, cantante, bailarina y modelo turca, conocida por interpretar el papel de Azra Yılmaz en la serie Sevgili Geçmiş.

## Biografía
Özge Özacar nació el 22 de abril de 1995 en Estambul (Turquía), y además de actuar también se dedica a la danza y la lectura.

## Carrera
Özge Özacar se graduó en el departamento de periodismo de la Universidad del Mármara. Adquirió su educación actoral en el Istanbul Centre, recibió una educación de Zeynep Günay Tan. En 2015, comenzó su carrera actoral en la serie Tatlı Küçük Yalancılar, con el papel de Müge.
En 2016, interpretó el papel de Zeynep en la serie de Show TV Oyunbozan. Al año siguiente, en 2017, ocupó el papel de Meltem en la serie Lise Devriyesi. En 2017 y 2018 interpretó el papel de Naz Sargun en la serie Meryem.
En 2019 fue elegida para interpretar el papel de Azra Yılmaz en la serie de Star TV Sevgili Geçmiş y donde actuó junto a actrices como Ece Uslu, Sevda Erginci, Melis Sezen y Elifcan Ongurlar. En el mismo año interpretó el papel de Didem en la película Hababam Sınıfı Yeniden dirigida por Doğa Can Anafarta. En 2020 y 2021 interpretó el papel de Meltem Serez en la serie de Fox Kefaret. En el 2021, ocupó el papel de Çiğdem en la serie web de Pluto TV Seyyar.
En 2022 ocupó el papel de Cansu Erim en la serie Baba. En el mismo año se hizo cargo de la serie web de BeIN Connect Hayaller ve Hayatlar, en el papel de Mehveş. En 2023 protagonizó la película de Disney+ Bursa Bülbülü dirigida por Hakan Algül.

### Idiomas
Özge Özacar habla inglés, francés y turco con fluidez.

## Filmografía

### Cine
| Año  | Título                 | Personaje | Director          |
| ---- | ---------------------- | --------- | ----------------- |
| 2015 | Hababam Sınıfı Yeniden | Didem     | Doğa Can Anafarta |
| 2023 | Bursa Bülbülü          |           | Hakan Algül       |

### Televisión
| Año       | Título                 | Personaje    | Notas        |
| --------- | ---------------------- | ------------ | ------------ |
| 2015      | Tatlı Küçük Yalancılar | Müge         | 10 episodios |
| 2016      | Oyunbozan              | Zeynep       | 5 episodios  |
| 2017      | Lise Devriyesi         | Meltem       | 11 episodios |
| 2017-2018 | Meryem                 | Naz Sargun   | 27 episodios |
| 2019      | Sevgili Geçmiş         | Azra Yılmaz  | 8 episodios  |
| 2020-2021 | Kefaret                | Meltem Serez | 35 episodios |
| 2022      | Baba                   | Cansu Erim   | 15 episodios |

### Web TV
| Año  | Título               | Personaje | Plataforma   | Notas        |
| ---- | -------------------- | --------- | ------------ | ------------ |
| 2021 | Seyyar               | Çigdem    | Pluto TV     | 10 episodios |
| 2022 | Hayaller ve Hayatlar | Mehves    | BeIN Connect | 20 episodios |